# Manastirsko
Manastirsko (bulgariska: Манастирско) är ett distrikt i Bulgarien.   Det ligger i kommunen Obsjtina Loznitsa och regionen Razgrad, i den nordöstra delen av landet, 270 km öster om huvudstaden Sofia.
Trakten runt Manastirsko består till största delen av jordbruksmark. Runt Manastirsko är det ganska tätbefolkat, med 86 invånare per kvadratkilometer.